# Lütfi Paša
Lütfi Paša, osmanskou turečtinou: لطفى پاشا,(cca 1488 – 27. března 1564) byl osmanský politik a velkovezír říše za vlády sultána Sulejmana I. v letech 1539 až 1541.

## Život
Lütfi byl Albánec z Vlory. V útlém mládí se dostal do paláce sultána Bayezida, kde dostal důkladnou výchovu o islámských vědách.
Stal se guvernérem provincie Kastamonu, což byla jeho první služba mimo palác, a následně se stal guvernérem Karamanu. Lütfi Paša zanechal spoustu informací o svém životě ve své knize Asafname. Nicméně nesepsal žádné detaily a data o etapě života, kdy ještě nesloužil v paláci. Účastnil se bitev u Vídně (1529). Ve svých knihách se zamýšlel na tím, zda sultáni, kteří nebyli čistými Araby, by měli nést titul chálífy. Tím si ve své době velmi ublížil a ohrozil své postavení.
V letech 1534–5 se stal třetím velkovezírem za vlády Sulejmana I. V této době již o něm bylo známo, že sloužil ve válkách Selima I. ve východní Anatolii se Safíovci a poté proti Mamelukům v Sýrii a Egyptě. Se Sulejmanem bojoval v bitvě o Bělehrad v roce 1521 a o Rhodos v roce 1522.
V roce 1539, po smrti Ayase Mehmeda Paši, se stal velkovezírem Osmanské říše (po třech letech od smrti Ibrahima Paši). V roce 1541 zmlátil svou ženu (sultánova sestra Şah-Huban Sultan) po její stížnosti na jeho příliš kruté tresty pro cizoložníky. Sultánka se s ním poté se svolením bratra rozvedla, sultán jej sesadil z pozice a jako nového velkovezíra jmenoval Hadım Sulejmana Pašu.

## Dílo
Napsal dvacet jedna děl hlavně o náboženských tématech; 13 z nich napsal arabsky a 8 turecky. Dvě z jeho děl, první s názvem Asafname, byla o různých pohledech na státníky a dílo Tevâriḫ-i Âl-i ‘Os̱mân popisovalo osmanskou historii včetně jeho vlastních zkušeností za vlády sultánů Bayezida II., Selima I. a Sulejmana I.

## V populární kultuře
Postava Lütfiho Paši se objevuje v tureckém televizním seriálu Velkolepé století (2011–2014), kde jej ztvárnil herec Mehmet Özgür. 
| Velkovezíři Osmanské říše    | Velkovezíři Osmanské říše                 | Velkovezíři Osmanské říše     |
| ---------------------------- | ----------------------------------------- | ----------------------------- |
| Předchůdce: Ayas Mehmed Paša | 13. července 1539 – duben 1541 Lütfi Paša | Nástupce: Hadım Sulejman Paša |